# Оленешть (Молдова)
Оленешть (рум. Olăneşti) — село в Молдові в Штефан-Водському районі. Розташоване на правому березі річки Дністер. Утворює окрему комуну.

## Історія
За даними 1859 року у казеному селі Коркмази Аккерманського повіту Бессарабської області мешкало 871 особа (648 чоловічої статі та 671 — жіночої), налічувалось 244 дворових господарств, існували православна церква, відбувались базари двічі на місяць.
Станом на 1886 рік у колишньому державному селі Паланської волості мешкало 1646 осіб, налічувалось 314 дворових господарств, існували православна церква, етап та 5 лавок,.
За переписом 1897 року кількість мешканців зросла до 2917 осіб (1434 чоловічої статі та 1483 — жіночої), з яких 2701 — православної віри.

## Населення

### Національність
Розподіл населення за національністю за даними перепису 2004 року:
| Національність   | Відсоток |
| ---------------- | -------- |
| молдовани/румуни | 92,1%    |
| росіяни          | 4,46%    |
| українці         | 2,72%    |
| інші             | 0,73%    |